# Diabetes
Diabetes pomeni katerokoli bolezen z vodilnima simptomoma poliurijo (izločanje nenormalno velike količine seča) in polidipsijo (obilno pitje tekočin), npr. insipidusni diabetes, pri katerem pride do poliurije in polidipsije zaradi pomanjkanja vazopresina pri motnji v delovanju nevrohipofize ali redkeje zaradi neodzivnosti zbiralc na vazopresin, steroidni diabetes – sekundarni diabetes, ki nastane zaradi zdravljenja z glukokortikoidi, tiroidni diabetes – sekundarni diabetes pri tirotoksikozi ... Žargonsko se izraz uporablja tudi kot sopomenka za sladkorno bolezen.